# Kopalnia Biała Góra
Kopalnia Biała Góra (formalnie: Tomaszowskie Kopalnie Surowców Mineralnych „Biała Góra”, pierwotnie: „Przetwory Kamienne Łoziński Bohdan”, w czasach PRL: „Tomaszowskie Kopalnie Surowców Mineralnych im. Oskara Langego”) – kopalnia odkrywkowa piasków szklarskich zlokalizowana pomiędzy Tomaszowem Mazowieckim a Smardzewicami. Część złóż jest już wyeksploatowana, a część wyrobisk jest nadal czynna.

## Historia
Piaski w niecce tomaszowskiej wydobywane są od XVIII wieku. Początkowo wybierano je do celów gospodarskich. W XIX wieku rozwinęło się wydobycie na potrzeby przemysłu szklarskiego. 
Przemysłowa kopalnia  pod nazwą „Przetwory Kamienne Łoziński Bohdan” powstała w 1922 roku, założył ją inżynier Bohdan Łoziński w rejonie terenów nazywanych dotychczas przez miejscową ludność „białą górą” pod wsią Smardzewice koło Tomaszowa Mazowieckiego. Na początku wydobycie  odbywało się ręcznie przy pomocy kilofów i łopat. Transport technologiczny i transport gotowych wyrobów do stacji PKP - Jeleń odbywał się furmankami. Jednak mimo prymitywnego wydobycia już w 1922 roku sprzedano 2300 Mg piasków szklarskich. Stopniowo proces wydobycia i obróbki był udoskonalany m.in. zaczęto stosować roboty strzałowe. Między 1925 a 1927 wybudowano konną kolejkę wąskotorową do stacji Jeleń. Po odkryciu przez Łozińskiego złoża żwirów kwarcowych w 1928 roku powstała sortownia żwirków napędzaną silnikiem spalinowym przy pomocy pasów transmisyjnych, która posiadała zdolność produkcyjną piasków znormalizowanych tj. drobnego i grubego do prób wytrzymałości cementu. Rok przed wybuchem II wojny światowej zmarł Łoziński. W czasie okupacji hitlerowskiej kopalnia po kilkumiesięcznej przerwie pracowała w ograniczonym zakresie. W 1945 roku kopalnia funkcjonowała jako spółka „Przetwory Kamienne. Łozińska Jadwiga” i  prdukowała 22 tys. Mg piasków szklarskich rocznie. W 1946 roku przedsiębiorstwo przechodzi pod zarząd państwowy. 
Pelną dokumentację geologiczną złóż Biała Góra I i Biała Góra II sporządzono w latach 50. XX wieku. W latach 60. XX wieku udokumentowano złoża piasków szklarskich Biała Góra III: Wesoła, Góry Trzebiatowskie, Radonia oraz piasków formierskich: Wygnanów i Grudzeń Las (wychodnia utworów albu środkowego). Na szerszą skalę prace geologiczne w synklinie tomaszowskiej podejmowano w latach 70. i 80. XX wieku. Prowadzono też prace dokumentacyjne na obu skrzydłach synkliny na całej szerokości wychodni w rejonie Unewela i Zajączkowa. Wydzielono wówczas złoża Piaskownica Zajączków Wschód i Unewel (potem podzielone na złoża: Unewel Zachód oraz Unewel Wschód o zasobach odpowiednio: 86 i 97 milionów ton). Po 2000 udokumentowano następne złoża: Biała Góra I E, Biała Góra II E, w nowym obszarze Biała Góra III Wesoła oraz Wygnanów II. Złoże Unewel podzielono na mniejsze obszary: Unewel Zachód – Las oraz Unewel Zachód – Pole I.

## Eksploatacja
W złożach Białej Góry występują głównie piaskowce kwarcowe ogniwa ze Smardzewic i z dolnej części ogniwa z Potoka, umiejscowione pod nadkładem piasków i glin czwartorzędowych oraz utworów nieproduktywnych kredowych o miąższości około 4-8 metra i maksymalnie do parunastu metrów. Złoża rozpoznane są za pomocą regularnej sieci otworów wiertniczych orientowanych prostopadle do rozciągłości warstw materiału.
W 2018 roku w eksploatacji pozostawało lub było do niej przygotowanych sześć złóż: Biała Góra IE, Biała Góra IIE, Unewel Zachód Nowy, Unewel Zachód Las, Grudzeń Las i Piaskownica Zajączków Wschód.
Piaski kwarcowe przerabiane są w zakładach produkcyjnych: Tomaszowskich Kopalniach Surowców Mineralnych w Białej Górze i przedsiębiorstwie Grudzeń Las w Grudzeniu. Surowiec jest tam rozdrabniany i przesiewany na hydrocyklonach, przesiewaczach wibracyjnych, hydroklasyfikatorach, separatorach spiralnych i poddawany separacji magnetycznej. Uzyskuje się tą drogą piaski szklarskie, formierskie, żwirki i piaski filtracyjne różnych frakcji, piaski do chemii budowlanej, jak również piaski o specjalnych zastosowaniach, według specyfikacji zamawiających. Uzyskiwany jest też kaolin o zawartości około 70% kaolinitu.
Złoże piasków kwarcowych pozyskiwanych w rejonie Białej Góry uchodzi za jedno z największych w Europie i stanowi około 80% polskich zasobów piasków szklarskich. Obecnie kopalnia należy do niemieckiej Grupy Quarzwerke.
Kopalnia połączona jest ze stacją w Jeleniu bocznicą kolejową.

## Przyroda
W wyrobiskach gniazduje brzegówka zwyczajna (np. w 2005 stwierdzono trzy kolonie tego ptaka liczące 138, 76 oraz 421 jamek, przy czym dwie ostatnie znajdowały się w eksploatowanym na bieżąco wyrobisku).

## Galeria

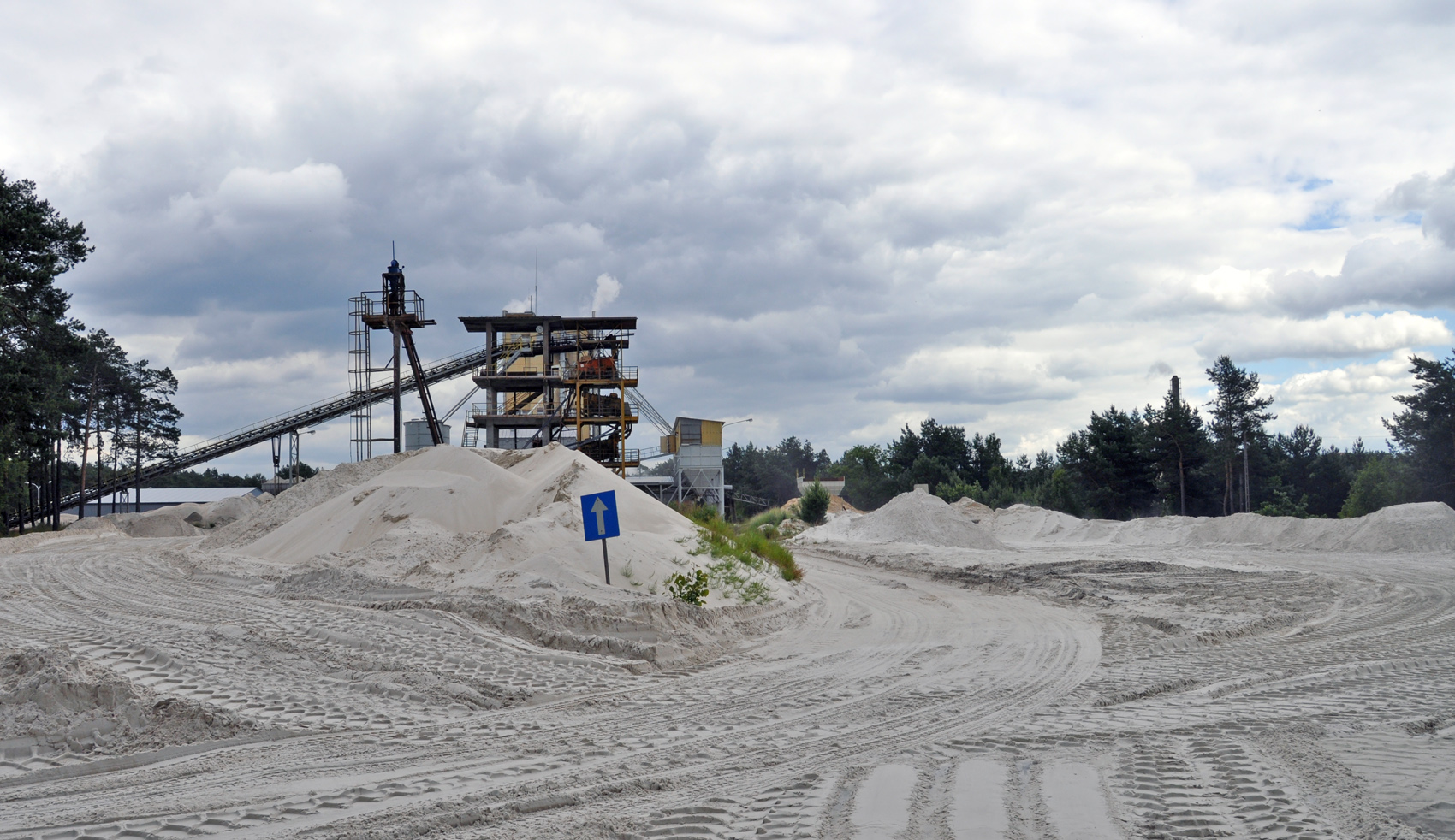
Sortownia na zachodnich terenach kopalni
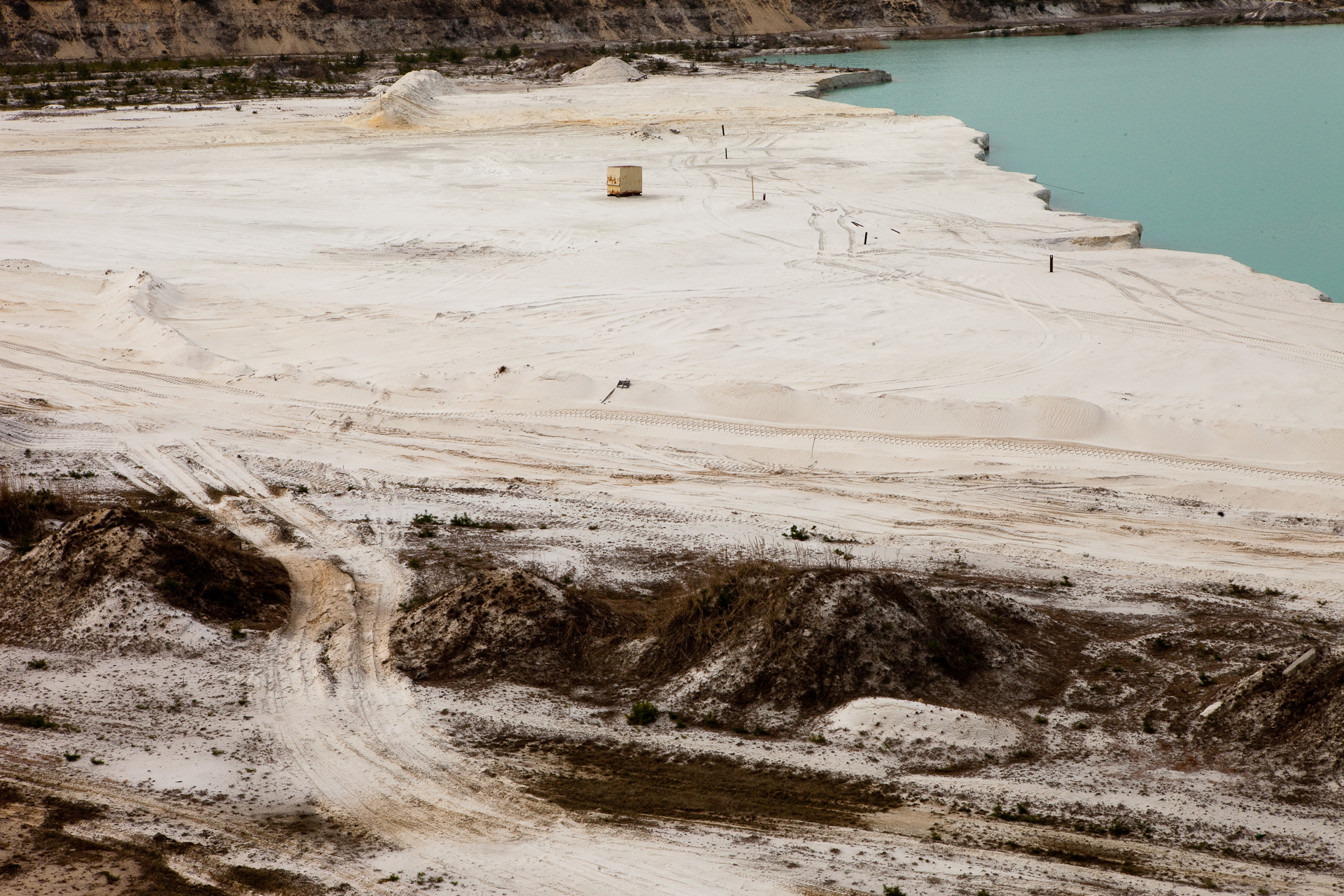
Jedno z wyrobisk kopalnianych
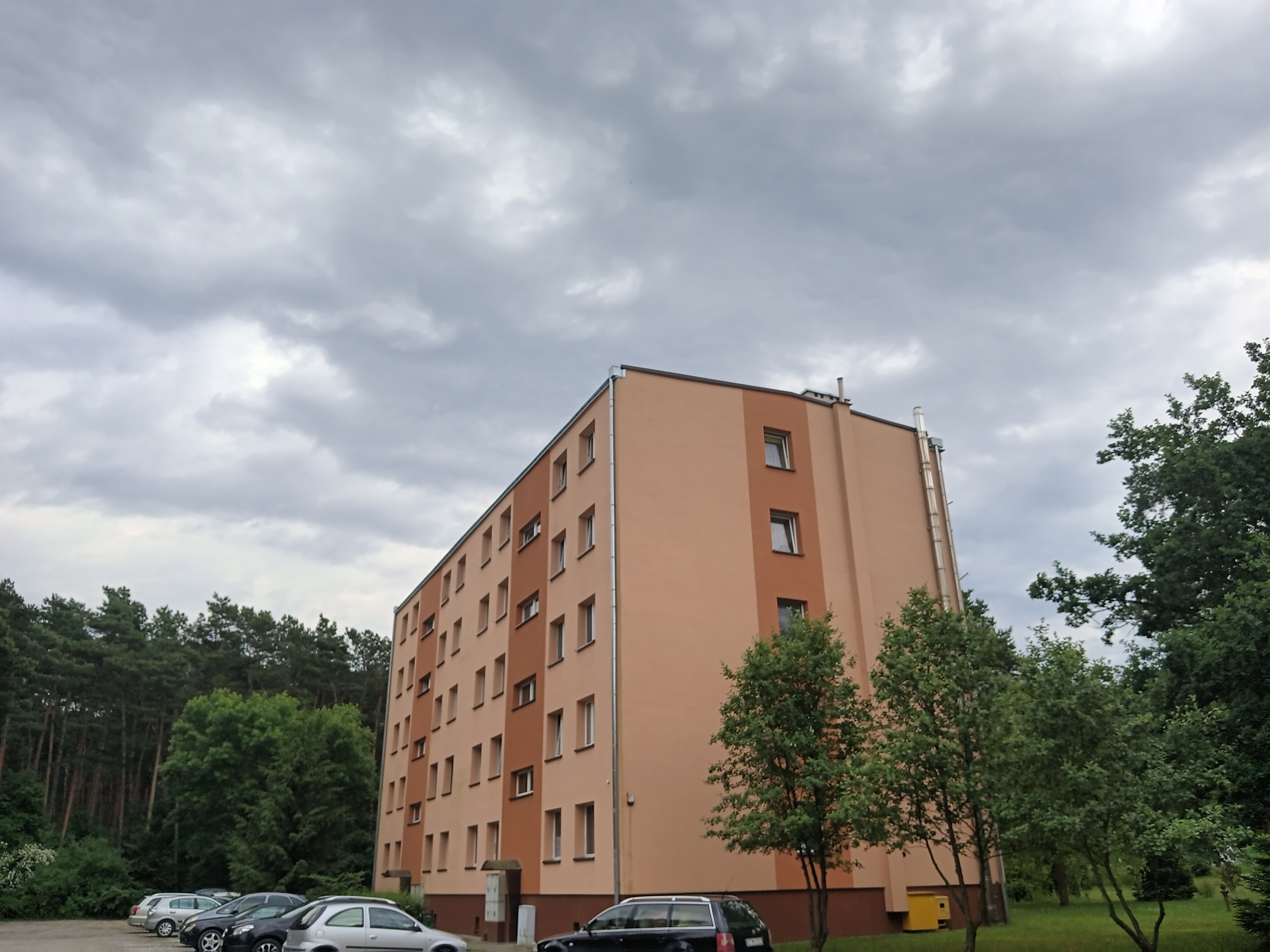
Jeden z bloków mieszkalnych osiedla pracowniczego wybudowanego przy kopalni w czasach PRL. Ulica Łozińskiego 2
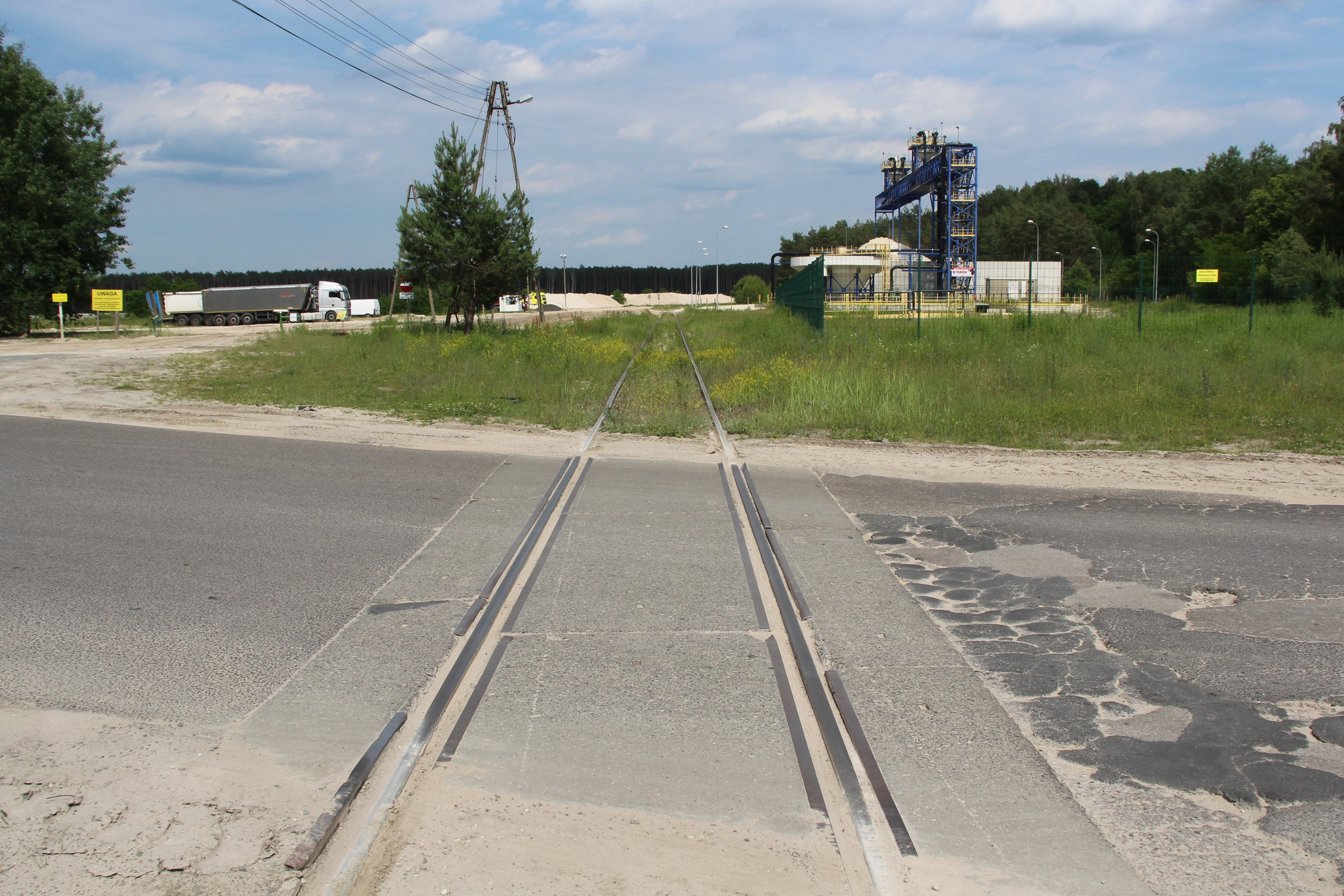
Bocznica kolejowa z Jelenia